# Kirstie Alley
Kirstie Louise Alley (ur. 12 stycznia 1951 w Wichita, zm. 5 grudnia 2022 w Tampie) – amerykańska aktorka, scenarzystka i producentka filmowa i telewizyjna.
Jej przełomową rolą była neurotyczna i energiczna właścicielka nocnego baru Rebecca Howe w sitcomie NBC Zdrówko (Cheers, 1987–1993), za którą otrzymała nagrodę Emmy (1991) i Złoty Glob (1991) dla najlepszej aktorki w serialu komediowym lub musicalu. Odtwórczyni roli Mollie Jensen w komedii familijnej I kto to mówi (Look Who’s Talking, 1989) oraz jej dwóch sequelach, I kto to mówi 2 (Look Who’s Talking Too, 1990) i I kto to mówi 3 (Look Who’s Talking Now, 1993).
9 listopada 1995 otrzymała własną gwiazdę w Alei Gwiazd w Los Angeles znajdującą się przy 7000 Hollywood Boulevard.

## Życiorys

### Wczesne lata
Urodziła się w Wichita w Kansas jako druga z trojga dzieci Lillian Maxine (z domu Heaton) i Roberta Deale’a Alleya. Jej rodzina była pochodzenia angielskiego, niemieckiego, irlandzkiego i szkockiego. Wychowywała się wierze katolickiej. Dorastała ze starszą siostrą Collette (z zawodu nauczycielką biologii) i młodszym bratem Craigiem (menedżerem produkcji elementów meblowych). Ojciec był właścicielem firmy produkującej elementy meblowe. 
W 1969 ukończyła Wichita Southeast High School, gdzie była cheerleaderką. Po ukończeniu Państwowego Uniwersytetu Rolnictwa i Nauk Stosowanych (Kansas State University of Agriculture and Applied Science) na Manhattanie. Zwabiona imprezowym trybem życia, przez jakiś czas zaczęła sięgać po narkotyki. Od 1976 była uzależniona od kokainy. W 1979 została wyznawcą ruchu religijnego zwanego scjentologią. Po studiach teatralnych na Uniwersytecie Stanowym w Kansas, w 1980 Alley przeprowadziła się do Los Angeles w Kalifornii i została dekoratorką wnętrz. W 1981 pijany kierowca potrącił samochód jej rodziców, zabijając jej matkę i poważnie raniąc ojca.

### Kariera
Po raz pierwszy trafiła na mały ekran w telewizyjnych teleturniejach, takich jak Match Game (1979) i Password Plus (1980). Zadebiutowała na dużym ekranie w roli oficera Gwiezdnej Floty Wolkan, porucznik Saavik w filmie fantastycznonaukowym Nicholasa Meyera Star Trek II: Gniew Khana (Star Trek: The Wrath of Khan, 1982), za którą była nominowana do nagrody Saturna dla najlepszej aktorki drugoplanowej. W 1983 wystąpiła jako Margaret „Maggie the Cat” Pollitt w sztuce Tennessee Williamsa Kotka na gorącym blaszanym dachu na scenie Mark Taper Forum w Los Angeles. Za kreację Jackie Rogers, byłej kochanki socjopatycznego geniusza (Gene Simmons), w filmie fantastycznonaukowym Michaela Crichtona Ucieczka (Runaway, 1984) u boku Toma Sellecka i Cynthii Rhodes zdobyła nominację do nagrody Saturna dla najlepszej aktorki drugoplanowej.
W 1991 i 1998 odebrała nagrodę People’s Choice Award. Krytyków i telewidzów zaskoczyła ekstrawagancją w roli odważnej, szlachetnej i zagorzałej abolicjonistki i emancypantki Virgilii Hazard w miniserialu Północ-Południe (North and South, 1985-86). Rola samotnie wychowującej matki autystycznego syna w dramacie telewizyjnym CBS Mój syn moje życie. Matka Dawida (David’s Mother, 1994) przyniosła jej statuetkę Emmy i nominację do nagrody Złotego Globu. Znalazła się także w obsadzie komedii Carla Reinera Letnia szkoła (Summer School, 1987) z Markiem Harmonem, komedii Woody’ego Allena Przejrzeć Harry’ego (Deconstructing Harry, 1997) i czarnej komedii Zabójcza piękność (Drop Dead Gorgeous, 1999).
Wystąpiła jako Vanessa Bartholomew w dwóch teledyskach Prince’a: „My Name Is Prince” (1992) i „3 Chains o' Gold” (1994).

## Życie prywatne
W 1970 wyszła za Boba Alleya, swojego kolegę ze studiów na Kansas State University. Jednak 25 grudnia 1977 doszło do rozwodu. 
22 grudnia 1983 poślubiła aktora Parkera Stevensona, z którym zagrała potem w miniserialu Północ-Południe. Razem zaadoptowali dwoje dzieci: syna Williama True (ur. 28 września 1992) i córkę Lillie Price (ur. 15 czerwca 1994). Jednak 16 grudnia 1997 ich 14-letnie małżeństwo zakończyło się rozwodem.
W październiku 1997 była na krótko zaręczona z aktorem Jamesem Wilderem.

### Śmierć
Zmarła 5 grudnia 2022 na raka jelita grubego w wieku 71 lat.

## Filmografia

### Filmy fabularne
- 1982: Star Trek II: Gniew Khana (Star Trek II: The Wrath of Khan) jako porucznik Saavik
- 1983: One More Chance jako Sheila
- 1983: Champions jako Barbara
- 1984: Po omacku (Blind Date) jako Claire Simpson
- 1984: Ucieczka (Runaway) jako Jackie Rogers
- 1985: Byłam króliczkiem Playboya (A Bunny's Tale, TV) jako Gloria Steinem
- 1986: Stark: Mirror Image (TV) jako Maggie Carter
- 1986: Książę Bel Air (Prince of Bel Air, TV) jako Jamie Harrison
- 1987: Infidelity (TV) jako Ellie Denato
- 1987: Letnia szkoła (Summer School) jako panna Robin Elizabeth Bishop
- 1988: W pogoni za śmiercią (Shoot to Kill) jako Sarah
- 1989: I kto to mówi (Look Who's Talking) jako Mollie Jensen
- 1989: Kochaś (Loverboy) jako dr Joyce Palmer
- 1990: Dom wariatów (Madhouse) jako Jessie Bannister
- 1990: I kto to mówi 2 (Look Who's Talking Too) jako Mollie Ubriacco
- 1990: Siostrzyczki (Sibling Rivalry) jako Marjorie Turner
- 1993: I kto to mówi 3 (Look Who's Talking Now) jako Mollie Ubriacco
- 1994: Mój syn moje życie (David's Mother, TV) jako Sally Goodson
- 1995: Wioska przeklętych (Village of the Damned) jako dr Susan Verner
- 1995: Czy to ty, czy to ja? (It Takes Two) jako Diane Barrows
- 1996: Piotruś i wilk (Peter and the Wolf, TV) jako Annie / ptak / kaczka / kot
- 1996: Grom z jasnego nieba (Suddenly, TV) jako Marty
- 1996: Trzy ślepe myszy (Sticks & Stones) jako mama Joeya
- 1996: Radiant City (TV) jako Gloria Goodman
- 1997: Przejrzeć Harry’ego (Deconstructing Harry) jako Joan
- 1997: Nevada jako McGill
- 1997: Zębowa wróżka (Toothless, TV) jako Katherine Lewis
- 1997: Na dobre i złe (For Richer or Poorer) jako Caroline Saxton
- 1999: The Mao Game jako Diane Highland
- 1999: Zabójcza piękność (Drop Dead Gorgeous) jako Gladys Leeman
- 2001: Blondynka (Blonde, TV) jako Elsie
- 2002: Więzienie dla świrów (Back by Midnight) jako Gloria Beaumont
- 2003: Zupełnie normalni (Profoundly Normal, TV) jako Donna Lee Shelby Thornton
- 2004: Rodzinne grzechy (Family Sins, TV) jako Brenda Geck
- 2004: Czas nieobecności (While I Was Gone, TV) jako Jo Beckett
- 2005: Fat Actress w roli samej siebie (także scenarzystka, producent wykonawczy)
- 2013: Syrup w roli samej siebie
- 2013: Handlarze dziećmi (Baby Sellers) jako Carla Huxley
- 2015: Accidental Love jako ciotka Rita

### Seriale
- 1979: Match Game
- 1980: Password Plus
- 1983: Masquerade jako Casey Collins
- 1984: Statek miłości (The Love Boat) jako Marion Stevens
- 1985: Autostopowicz (The Hitchhiker) jako Angelica
- 1985: Północ – Południe (North and South) jako Virgilia Hazard
- 1986: Północ-Południe II (North and South II) jako Virgilia Hazard
- 1987: Autostopowicz (The Hitchhiker) jako Jane L.
- 1987–93: Zdrówko (Cheers) jako Rebecca Howe
- 1990: Dzień Ziemi (The Earth Day Special) jako Rebecca Howe
- 1991–93: Saturday Night Live
- 1993: Skrzydła (Wings) jako Rebecca Howe
- 1997: Ostatni don (The Last Don) jako Rose Marie Clericuzio
- 1997: Ink jako Dahlia
- 1997–2000: Sekrety Weroniki (Veronica’s Closet) jako Veronica 'Ronnie' Chase Anderson
- 1998: Ostatni don (The Last Don II) jako Rose Marie Clericuzio
- 2001: Dharma i Greg (Dharma & Greg) jako dr Trish
- 2002: Polowanie na czarownice (Salem Witch Trials) jako Ann Putnam
- 2002: Bez śladu (Without a Trace) jako Noreen Raab
- 2006: Diabli nadali (The King of Queens)
- 2007: Kto tu rządzi? (Write & Wrong) jako Sydney Hudson
- 2010: The Marriage Ref
- 2011–2012: Dancing with the Stars (Stany Zjednoczone) (sezon 12 i 15)
- 2012: The Manzanis jako Angela
- 2013–2014: Kirstie jako Madison „Maddie” Banks (Brenda Kluszewski)
- 2014: Rozpalić Cleveland (Hot in Cleveland) jako Maddie Banks
- 2015: Pępek świata (The Middle) jako Pam Staggs
- 2015: Time Crashers – w roli samej siebie
- 2016: Kalifornijski guru jako Jackie
- 2016: Królowe krzyku (Królowe krzyku) jako Ingrid Marie Hoffel / Bean

## Nagrody
| Rok  | Nagroda                                                                                   | Kategoria                                               | Film                       |
| ---- | ----------------------------------------------------------------------------------------- | ------------------------------------------------------- | -------------------------- |
| 1990 | Brązowa statuetka Bravo Otto, przyznana przez niemiecki dwutygodnik dla młodzieży „Bravo” | Najlepsza aktorka filmowa                               | –                          |
| 1991 | Brązowa statuetka Bravo Otto, przyznana przez niemiecki dwutygodnik dla młodzieży „Bravo” | Najlepsza aktorka filmowa                               | –                          |
| 1991 | Złoty Glob                                                                                | Najlepsza aktorka w serialu komediowym lub musicalu     | Zdrówko (1990)             |
| 1991 | Emmy                                                                                      | Najlepsza aktorka w serialu komediowym                  | Zdrówko (1990)             |
| 1991 | People’s Choice Award                                                                     | Ulubiona aktorka telewizyjna                            | Zdrówko (1990)             |
| 1994 | Emmy                                                                                      | Najlepsza aktorka w miniserialu lub filmie telewizyjnym | Mój syn, moje życie (1993) |
| 1998 | People’s Choice Award                                                                     | Ulubiona aktorka w nowym serialu telewizyjnym           | Sekrety Weroniki (1997)    |